# Tour Eqho
Tour Eqho är en skyskrapa i La Défense i Paris storstadsområde i Frankrike.